# Else Winther Andersen
Else Winther Andersen (født 5. april 1941 i Støvring) er en forhenværende socialminister for Venstre opstillet i Randers.

## Biografi
Else Winther Andersen er datter af gårdejer Jens Winther og Alma Winther.

### Uddannelse
Hun gik på Støvring Skole 1948-55 og Østhimmerlands Ungdomsskole i 1957. Derefter gik hun på Gerlev Idrætshøjskole i 1959. Hendes uddannelse på Aalborg Universitetscenter foregik i perioden 1976-83 og var enkeltfagskursus samt uddannelse til socialrådgiver.

### Politisk karriere
Hun var midlertidigt medlem for Århus Amtskreds af otte gange fra 29. november 1988 til 30. november 1990. Hun var folketingsmedlem fra 12. december 1990 og socialminister 18. december 1990 – 25. januar 1993. Hun var partiets kandidat i Randerskredsen 1985-88 og fra 1988 i Grenåkredsen.

### Øvrig karriere
Timelønnet vikar ved Videbæk Kommunale Skolevæsen 1959-61. Medhjælpende hustru ved landbruget 1962-76. Kursusleder og underviser ved Landbrugets Oplysnings- og Konsulenttjeneste siden 1974. Socialrådgiver ved Randers Kommune 1983-90. Fra 1985 stået for en rådgivning for landmænd ved Landbrugscentret i Randers.
Medlem af Danmarks Landboungdoms landsledelse 1968-76 og medvirkede i samme periode ved udformningen af den første landbrugsuddannelse (det grønne bevis). Formand for ungdomsnævnet og medlem af skolekommissionen i Nibe 1972-80. Medlem af Randers Byråd i 1990 og igen fra 1993 til 31. dec. 2001. Formand for bestyrelsen for OK-Fonden (administration af plejehjem og ældreboliger) frem til 2011. Medlem af bestyrelsen for Jysk Børneforsorg og for Café Lytten frem til 1999. Medlem af Repræsentantskabet for Andelskassen i Randers. Medlem af hovedbestyrelsen for Parkinsonforeningen fra 1999. Medlem af Sygekassernes Helsefond fra 1999.